# Vogtlands voetbalkampioenschap 1906/07
In 1906/07 werd het eerste Vogtlands voetbalkampioenschap gespeeld, dat georganiseerd werd door de Midden-Duitse voetbalbond. De competitie vormde dit seizoen de tweede klasse, onder de 1. Klasse Südwestsachsen, waar de club 1. Vogtländischer FC Plauen speelde. Het tweede elftal van deze club werd kampioen in de 2. Klasse. Na dit seizoen werd de competitie opgewaardeerd tot 1. Klasse. 

## 2. Klasse
| Plaats | Club                           | Wed. | W | G | V | Saldo | Ptn. |
| ------ | ------------------------------ | ---- | - | - | - | ----- | ---- |
| 1.     | 1. Vogtländischer FC Plauen II | 6    | 5 | 0 | 1 | 32:3  | 10:2 |
| 2.     | FC Germania Plauen             | 8    | 3 | 0 | 5 | 9:9   | 6:10 |
| 3.     | FC Plavia Plauen               | 6    | 2 | 0 | 4 | 5:16  | 4:8  |
| 4.     | Plauener BC 05                 | 7    | 1 | 1 | 5 | 8:17  | 3:11 |
| 5.     | FC Concordia Reinsdorf         | 7    | 0 | 1 | 6 | 4:13  | 1:13 |